# Gran Premio del Pacífico de 1995
El Gran Premio del Pacífico de 1995 (oficialmente II Pacific Grand Prix) fue una carrera Fórmula 1 celebrada el 22 de octubre de 1995 en el circuito Internacional de Okayama, Mimasaka, Okayama, Japón. Fue la decimoquinta ronda de la temporada 1995 de Fórmula 1. Michael Schumacher del equipo Benetton ganó la carrera de 83 vueltas partiendo desde la tercera posición. David Coulthard, quien comenzó el Gran Premio desde la pole position, terminó segundo en un monoplaza Williams, con su compañero Damon Hill tercero. La victoria de Schumacher lo confirmó como Campeón de Pilotos de 1995, ya que Hill no pudo superar el total de puntos del alemán con solo dos carreras restantes.
Hill comenzó la carrera junto a Coulthard en primera fila, en medio de la presión de los medios británicos por no ser lo suficientemente «contundente» en las batallas. Schumacher intentó conducir por el exterior de Hill en la primera curva, pero el británico detuvo al alemán cuando Jean Alesi, que conducía para Ferrari, pasó a ambos en la línea interior para tomar la segunda posición. Como resultado, Hill cayó al tercer puesto y Schumacher al quinto detrás de Gerhard Berger. Schumacher luego logró pasar a Alesi y Hill durante la primera de tres paradas en pits. Esto le permitió, con un nuevo juego de neumáticos lisos, acercarse a Coulthard, que estaba en una estrategia de dos paradas. Schumacher abrió una brecha de 21 segundos dando vueltas a dos segundos por vuelta más rápido que Coulthard, de modo que cuando su tercera llegó la parada, todavía lideró la carrera.

## Antecedentes
La carrera, originalmente programada para celebrarse como la tercera ronda de la temporada el 16 de abril de 1995, se trasladó a octubre debido a que la infraestructura y las comunicaciones locales resultaron gravemente dañadas por el gran terremoto de Hanshin-Awaji.
De cara a la carrera número 15 de la temporada, el piloto Benetton, Michael Schumacher, lideraba el campeonato de pilotos con 82 puntos. El piloto de Williams, Damon Hill, fue segundo con 55 puntos, 27 detrás de Schumacher. Había un máximo de 30 puntos disponibles para las tres carreras restantes, lo que significaba que Hill aún podía ganar el título. Schumacher solo necesitaba un cuarto puesto para convertirse en Campeón de Pilotos ya que, incluso si Hill ganara, Schumacher tendría más de 20 puntos por delante de Hill con dos carreras restantes. Detrás de Hill y Schumacher en el campeonato de pilotos, David Coulthard fue tercero con 43 puntos en un Williams, con Johnny Herbert y Jean Alesi ambos de 40 puntos. En el Campeonato de Constructores, Benetton lideraba con 112 puntos y Williams fue segundo con 92 puntos, con un máximo de 48 puntos disponibles. En las dos semanas previas a la carrera, hubo fuertes críticas hacia Damon Hill, y los especialistas sintieron que Hill no había sido lo suficientemente «contundente» en su batalla en el Gran Premio de Europa contra Schumacher. En una entrevista previa a la carrera, el piloto a tiempo parcial de Ligier, Martin Brundle dijo:

Damon tiene que hacer dos cosas. Primero, tiene que establecerse como el n.º 1 en Williams para el próximo año para que el equipo pueda brindarle todo su apoyo. En segundo lugar, tiene que restablecerse como corredor. Tal vez necesite perder una rueda delantera una o dos veces para recuperarse.

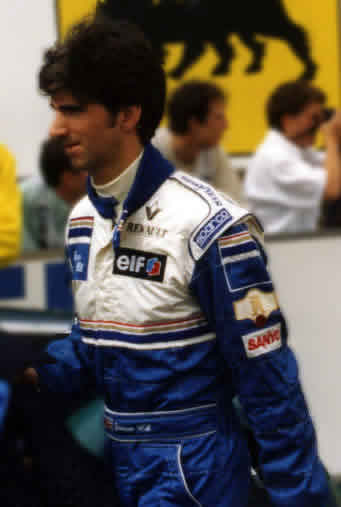
Damon Hill fue criticado por los expertos antes de la carrera.

Schumacher, su rival por el título, dijo que Hill hizo «intentos poco entusiastas» de adelantar, lo que lo llevó a «meterse en problemas». Los comentarios surgieron después de una serie de batallas entre Hill y Schumacher en carreras anteriores, sobre todo en el Gran Premio de Bélgica, donde Hill acusó a Schumacher de bloquearlo. En una reunión del Consejo Mundial de Automovilismo de la Federación Internacional del Automóvil (FIA) el 19 de octubre para discutir la etiqueta del piloto, optaron por no introducir nuevas reglas sobre el tema. El organismo rector de la Fórmula 1 enfatizó que el Código Deportivo Internacional se haría cumplir sobre la base de que los pilotos son libres de conducir como deseen «siempre que no pongan en peligro deliberadamente a otro piloto ni lo obstruyan repetidamente en una recta», luego de los incidentes ocurridos durante el año que involucraron a Hill y Schumacher.
Williams era el favorito para ganar la carrera debido a la naturaleza de la pista: el monoplaza Williams FW17 era más adecuado para pistas de alta carga aerodinámica como Okayama y, por lo tanto, tenía ventaja sobre Benetton. En un intento por igualar el ritmo de los autos de Williams, Benetton introdujo una geometría de suspensión trasera revisada en el Benetton B195 para la carrera.
Hubo cinco cambios de piloto antes de la carrera. Habiendo estado en uno de los dos autos de Ligier desde la décima carrera de la temporada en Alemania, Martin Brundle fue reemplazado por Aguri Suzuki como parte de los dos que compartían la conducción de la temporada. Jan Magnussen fue reclutado por el equipo McLaren para reemplazar a Mika Häkkinen debido a la operación de apendicitis del finlandés. El tercer cambio de piloto fue el regreso de Ukyo Katayama a Tyrrell después de perderse el Gran Premio de Europa debido a un accidente en el Gran Premio de Portugal. Gianni Morbidelli regresó al equipo Footwork reemplazando a Max Papis, mientras que en Pacific, Bertrand Gachot regresó para reemplazar a Jean-Denis Délétraz, ambos hombres que habían pilotado para estos equipos al comienzo de la temporada. Délétraz fue reemplazado por no haber realizado las cuotas de pago acordadas al equipo por el privilegio de la unidad. Pacific originalmente tenía la intención de llevar al piloto local Katsumi Yamamoto en lugar de Délétraz, pero no se le otorgó la superlicencia de la FIA, por lo que Gachot volvió a tomar el asiento. Del mismo modo, los planes del equipo Forti de reemplazar a Roberto Moreno por Hideki Noda fracasaron por la misma razón, a pesar de que Noda había disputado tres Grandes Premios para el equipo Larrousse el año anterior.

## Prácticas y clasificación
Se realizaron dos sesiones de práctica antes de la carrera; la primera se realizó el viernes por la mañana y la segunda el sábado por la mañana. Ambas sesiones duraron 1 hora y 45 minutos con condiciones climáticas secas en todo momento. Schumacher marcó el mejor tiempo en la primera sesión, registrando un tiempo de 1:16.057, tres décimas de segundo más rápido que Hill y Coulthard, en segundo y tercer lugar respectivamente. Los monoplazas de Ferrari fueron cuarto y quinto más rápidos; Gerhard Berger por delante de Jean Alesi, con el piloto de McLaren Mark Blundell completando los seis primeros. Coulthard rodó más rápido que Schumacher en la segunda sesión de práctica con un tiempo de 1:15.730. Hill fue segundo en el Williams, tres décimas de segundo detrás de Coulthard. Eddie Irvine en el Jordan fue cuarto, siete décimas detrás de Coulthard. Fue dividido por las Ferraris que fueron tercero y quinto; Alesi frente a Berger. Los autos de Benetton fueron sexto y séptimo; Schumacher frente a Herbert. Heinz-Harald Frentzen y Jean-Christophe Boullion fueron octavo y décimo en los monoplazas de Sauber, con Rubens Barrichello noveno en el Jordan, dos segundos fuera del ritmo.

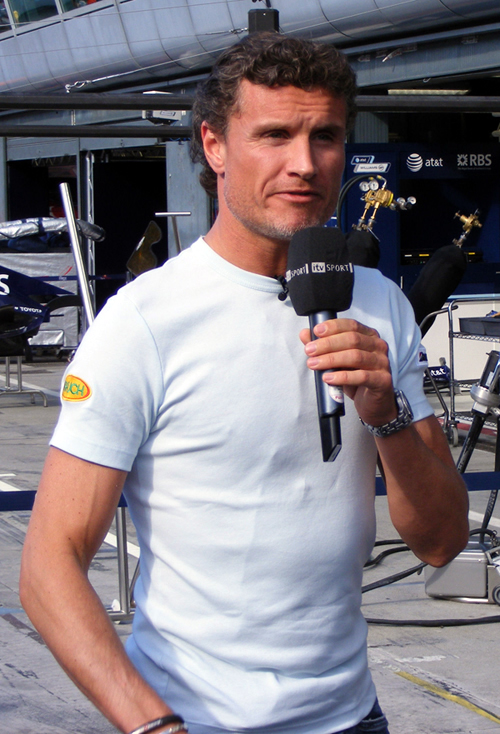
David Coulthard (fotografiado en 2007) logró la pole position para Williams.

La sesión clasificatoria se dividió en dos sesiones de una hora; la primera se llevó a cabo el viernes por la tarde y la segunda se llevó a cabo el sábado por la tarde. El tiempo más rápido de cualquiera de las sesiones contó para su posición final en la grilla. Coulthard consiguió su cuarta pole position consecutiva, con su Williams, con un tiempo de 1:14.013. En la primera fila se unió su compañero de equipo Hill, que estaba dos décimas de segundo por detrás. Schumacher fue tercero en el Benetton, acercándose a los pilotos de Williams durante los dos días de clasificación al reducir constantemente la carga arodinámica de su monoplaza. Su última carrera, justo al final de la segunda sesión, presionó a Coulthard para que abandonara el pitlane para cubrir al alemán. El hombre de la pole usó un juego adicional de neumáticos lisos, lo que significa que de la asignación de siete juegos de neumáticos slick según lo establecido por la FIA, solo tenía dos juegos de caucho nuevo para la carrera, mientras que Schumacher tenía en ventaja tres juegos de goma nueva. Hill, preocupado por comenzar desde el lado sucio de la pista (el lado de la pista opuesto a la línea de carrera), solo tenía dos juegos de neumáticos nuevos para la carrera.
Berger ocupó el cuarto lugar a pesar de caer en la grava al final de la segunda parte de la clasificación. El compañero del austríaco, Alesi, fue quinto, con Eddie Irvine completando los seis primeros para su mejor posición de clasificación de la temporada. El novato Magnussen se clasificó dúodecimo, a solo dos lugares detrás de su compañero de equipo Blundell, luego de no cometer ningún error en las dos sesiones. Los pilotos que regresaron Suzuki, Katayama, Morbidelli y Gachot se clasificaron 13, 17, 19 y 24 respectivamente, con la grilla cubierta por 7,392 segundos.

### Resultados
| Pos. | N.º | Piloto                   | Equipo/Motor       | Parte 1  | Parte 2  | Parrilla |
| ---- | --- | ------------------------ | ------------------ | -------- | -------- | -------- |
| 1    | 6   | David Coulthard          | Williams-Renault   | 1:14.182 | 1:14.013 | 1        |
| 2    | 5   | Damon Hill               | Williams-Renault   | 1:14.289 | 1:14.213 | 2        |
| 3    | 1   | Michael Schumacher       | Benetton-Renault   | 1:14.524 | 1:14.284 | 3        |
| 4    | 27  | Jean Alesi               | Ferrari            | 1:14.919 | 1:15.131 | 4        |
| 5    | 28  | Gerhard Berger           | Ferrari            | 1:14.974 | 1:15.125 | 5        |
| 6    | 15  | Eddie Irvine             | Jordan-Peugeot     | 1:15.696 | 1:15.354 | 6        |
| 7    | 2   | Johnny Herbert           | Benetton-Renault   | 1:15.561 | 1:15.556 | 7        |
| 8    | 30  | Heinz-Harald Frentzen    | Sauber-Ford        | 1:15.942 | 1:15.561 | 8        |
| 9    | 26  | Olivier Panis            | Ligier-Mugen-Honda | 1:17.071 | 1:15.621 | 9        |
| 10   | 7   | Mark Blundell            | McLaren-Mercedes   | 1:15.652 | 1:16.166 | 10       |
| 11   | 14  | Rubens Barrichello       | Jordan-Peugeot     | 1:16.263 | 1:15.774 | 11       |
| 12   | 8   | Jan Magnussen            | McLaren-Mercedes   | 1:16.339 | 1:16.368 | 12       |
| 13   | 25  | Aguri Suzuki             | Ligier-Mugen-Honda | 1:17.019 | 1:16.519 | 13       |
| 14   | 23  | Pedro Lamy               | Minardi-Ford       | 1:17.224 | 1:16.596 | 14       |
| 15   | 29  | Jean-Christophe Boullion | Sauber-Ford        | 1:16.646 | 1:23.791 | 15       |
| 16   | 24  | Luca Badoer              | Minardi-Ford       | 1:17.612 | 1:16.887 | 16       |
| 17   | 3   | Ukyō Katayama            | Tyrrell-Yamaha     | 1:17.265 | 1:17.014 | 17       |
| 18   | 4   | Mika Salo                | Tyrrell-Yamaha     | 1:17.213 | 1:17.235 | 18       |
| 19   | 9   | Gianni Morbidelli        | Footwork-Hart      | 1:18.288 | 1:18.114 | 19       |
| 20   | 10  | Taki Inoue               | Footwork-Hart      | 1:19.471 | 1:18.212 | 20       |
| 21   | 21  | Pedro Diniz              | Forti-Ford         | 1:20.555 | 1:19.579 | 21       |
| 22   | 22  | Roberto Moreno           | Forti-Ford         | 1:19.745 | 1:19.779 | 22       |
| 23   | 17  | Andrea Montermini        | Pacific-Ford       | 1:22.096 | 1:20.093 | 23       |
| 24   | 16  | Bertrand Gachot          | Pacific-Ford       | 1:22.710 | 1:21.405 | 24       |

Fuente:

## Calentamiento
Los pilotos salieron a la pista a las 09:30 JST (GMT +9) para una sesión de calentamiento de 30 minutos. Los dos monoplazas de Williams mantuvieron su buen desempeño desde la clasificación; Coulthard tuvo el tiempo más rápido (1:16.831). Hill fue tercero; Boullion los dividió en el Sauber por la segunda posición. Olivier Panis completó los cuatro primeros en un monoplaza de Ligier, ocho décimas de segundo detrás de Hill. El británico condujo el Williams de repuesto por el interior de la recta de salida y llegada en un esfuerzo por limpiar su posición en la grilla en el lado sucio de la pista. Schumacher terminó la sesión en octavo lugar, a pesar de salirse de la pista y dañar su chasis en el proceso.

## Carrera
Las condiciones para la carrera eran secas con la temperatura del aire 21 grados Celsius (69,8 °F). La naturaleza remota e inaccesible del circuito y el hecho de que el Gran Premio de Japón se llevó a cabo solo una semana después resultó en una escasa multitud el día de la carrera de solo 15 000 espectadores. La carrera comenzó a las 14:00 JST. Coulthard, desde la pole position, mantuvo el liderato en la primera curva. Hill, que comenzó junto a su compañero, tuvo un mal comienzo. Schumacher intentó rodear a Hill por fuera en la primera curva, pero el británico detuvo al alemán. Ambos pilotos se salieron de la línea de carrera en el proceso, lo que permitió a Jean Alesi pasar al segundo lugar. Al final de la vuelta 1, Coulthard aventajaba a Alesi por 2,8 segundos, con Hill tres décimas más atrás. Berger fue cuarto, con Schumacher degradado al quinto. Bertrand Gachot en el Pacific se convirtió en el piloto en retirarse de la carrera por un problema en la caja de cambios en la vuelta 2. Fue seguido por Suzuki y Boullion, quienes se salieron de la pista y no pudieron continuar. Boullion culpó de su trompo al piloto de Minardi, Pedro Lamy, a quien acusó de «zigzaguear» frente a él. Schumacher superó a Berger por la cuarta posición en la quinta vuelta, e inmediatamente comenzó a acercarse a Hill en tercer lugar, quien estaba solo unas décimas detrás de Alesi. Schumacher intentó pasar a Hill en la vuelta 11 por el tercer lugar en la horquilla, pero Hill lo detuvo. Mientras Hill y Schumacher eran retenidos por los autos más lentos de Ferrari, Coulthard se alejó por más de un segundo por vuelta en las primeras ocho vueltas. En la vuelta 18, la brecha de Coulthard con el segundo lugar fue de 14 segundos, y parecía que ganaría la carrera sin problemas.
Alesi, Hill y Schumacher hicieron paradas en boxes en la vuelta 18. Los mecánicos de Benetton hizo una parada rápida para Schumacher, lo que le permitió salir por delante de Alesi y Hill. Hill perdió tiempo adicional con una válvula de reabastecimiento de combustible atascada, lo que provocó que su parada durara casi el doble que la de Schumacher. El alemán salió de la parada en boxes en cuarto lugar (detrás de Coulthard, y de Berger y Herbert, que aún no se detenían), con Alesi en séptimo lugar (separado de Schumacher por Irvine) y Hill en décimo lugar (separado de Alesi por Frentzen y Blundell). Con Alesi y Hill sostenidos por los corredores más lentos en estrategias de dos paradas al frente, Schumacher se alejó y se acercó a Coulthard. Blundell hizo una parada en boxes en la siguiente vuelta y Hill pasó a Frentzen en la vuelta 22. En la siguiente vuelta, Alesi pasó a Irvine en la horquilla; Hill trató de seguir a Alesi, pero su alerón delantero golpeó la parte trasera del monoplaza de Irvine, causando daños menores. Irvine hizo una parada en boxes al final de la vuelta 25, lo que le permitió a Hill reanudar su persecución de Alesi sin obstáculos. Al igual que su compañero de equipo, Coulthard estaba programado para hacer tres paradas, pero su estrategia de boxes se cambió para hacer solo dos al permanecer fuera de seis vueltas más largas de lo programado originalmente, y luego tomando a bordo más combustible de lo planeado en su primer parada en la vuelta 24. Como resultado de una carga de combustible más ligera para Schumacher debido a las diferentes estrategias, Schumacher comenzó a dar vueltas constantemente más rápido que el escocés.
Schumacher hizo su segunda parada en la vuelta 38, y salió del pitlane justo por delante del tercer clasificado, Alesi, pero más de veinte segundos detrás de Coulthard. Schumacher inmediatamente comenzó a marcar vueltas más rápidas y comenzó a acercarse a Coulthard una vez más. Hill logró subir al tercer lugar, frente a Alesi, durante su segunda parada en boxes en las vueltas 38 y 39 respectivamente. El Ferrari de Alesi luego cayó más atrás cuando su compañero de equipo Berger lo pasó por la horquilla por la cuarta posición en la vuelta 45. Coulthard hizo su segunda y última parada para neumáticos nuevos en la vuelta 49; saliendo 14 segundos por detrás de Schumacher, que seguía ampliando el margen entre ambos. Coulthard no pudo capitalizar la ventaja de rendimiento que ofrecen los neumáticos nuevos después de la parada debido al tráfico que se interpuso en su camino. El alemán hizo su tercera y última parada en boxes en la vuelta 60 con una ventaja de 21 segundos, saliendo por delante de Coulthard para liderar la carrera. Schumacher abrió la brecha a 15 segundos, y ganó la carrera después de 83 vueltas para conseguir su octava victoria de la temporada en un tiempo de 1:48:49.972. Schumacher fue coronado Campeón de Pilotos de 1995 ya que Hill no pudo alcanzar su total de puntos con dos carreras restantes. También se convirtió en el bicampeón de pilotos más joven en la historia de la Fórmula 1. Coulthard terminó segundo en su Williams, 14 segundos detrás de Schumacher, con su compañero de equipo Hill tercero. Las Ferraris de Berger y Alesi fueron cuarto y quinto respectivamente, pero perdieron el ritmo cuando Schumacher los superó a ambos en las etapas finales. Berger sufrió una falla en el motor durante toda la carrera. Herbert tomó el punto final en sexto lugar para Benetton, por delante de Frentzen, Panis y Blundell. A lo largo de la carrera, Barrichello y Magnussen se enfrentaron en una batalla por las posiciones décima y undécima, con el danés manteniendo a brasileño atrás hasta la vuelta 37 cuando Barrichello logró adelantarlo en la horquilla. Magnussen terminó en décimo lugar, pero Barrichello posteriormente se retiró en la vuelta 67 con un problema en su motor. La primera carrera de Magnussen fue descrita como «muy lograda» por el Autocourse anual del año. Después de su impresionante desempeño en la clasificación, Irvine se dirigía al octavo lugar, pero hizo una parada en boxes no programada en la vuelta 72 y cayó al undécimo. La tasa de deserción fue baja, con 17 de los 24 participantes que terminaron la carrera.

## Postcarrera
Después de la carrera, se reveló que Schumacher sufrió un problema con el cambio descendente después de su última parada y que tuvo suerte de completar la carrera ya que las luces de advertencia se habían activado en su volante. Schumacher elogió a su equipo por hacer una primera «perfecta» parada que lo ayudó a pasar frente a Alesi y Hill. Dijo que «nunca vio nada como este equipo y su capacidad para idear estrategias» y que nunca cometieron «un error esta temporada». Fuera de cámara mientras atravesaban el parque cerrado, Schumacher y Hill renovaron su discusión del Gran Premio de Bélgica sobre qué grado de bloqueo era aceptable después de su incidente en la primera curva. Schumacher le dijo a Hill que no estaba contento con la conducción de Hill durante la carrera, sobre todo durante los intentos de adelantamiento de Schumacher en la vuelta 1 y 11 donde Schumacher sintió que Hill le había «probado los frenos». Hill refutó las afirmaciones de Schumacher y comentó:

Michael no estaba contento con lo que hice un par de veces en la carrera y me ha dicho que no está contento con mi conducción. Lo encuentro extraordinario. La situación ahora es que somos completamente libres de conducir como queramos siempre que no sea deliberadamente peligroso. Así que conduje con ese estilo y no le gustó. No debería tener quejas [...] de una forma u otra, cuando entramos en la zona de frenado al final de la recta trasera, hice algo mal. Pero no puedo ver lo que hice mal. Parece que a veces hay una regla para él y otra para todos los demás. Solo creo que o estás de acuerdo con eso y no debería haber quejas, o hay reglas y debes apegarte a ellas. Creo que soy un piloto mejor y más fuerte este año que el año pasado y puedo aprovechar eso para el próximo año. Claramente, Michael tiene una ventaja sobre todos y si quiero ganar, tendré que superarlo.

A pesar de los comentarios de Hill, soportó continuas críticas de los medios británicos después de la mala actuación. Se especuló que Williams lo reemplazaría con Frentzen para la temporada 1996. A pesar de los rumores, el jefe del equipo Williams, Frank Williams, le dio a Hill «un voto de confianza inequívoco» de cara a la próxima carrera, el Gran Premio de Japón. Posteriormente, Schumacher cambió su opinión sobre el incidente después de ver imágenes de video antes de la carrera japonesa y ya no culpó a Hill por ello.
Durante una entrevista, Coulthard, quien terminó segundo, reveló que fue su decisión cambiar de una estrategia de tres paradas a una estrategia de dos paradas, y le dijo al equipo de Williams que retrasara su parada. Posteriormente, dijo que, en retrospectiva, se habría quedado en una estrategia de tres paradas y deseaba poder «culpar a alguien más por esta decisión, pero no puedo». La carrera de 1995 fue la última celebrada en Okayama y la última carrera de Fórmula 1 hasta la fecha celebrada bajo el estandarte del Gran Premio del Pacífico, y el gerente del circuito no pudo mantener el lugar rentable financieramente.

### Resultados
| Pos. | N.º | Piloto                   | Equipo/Motor       | Vueltas | Tiempo/Retirado | Parrilla | Puntos |
| ---- | --- | ------------------------ | ------------------ | ------- | --------------- | -------- | ------ |
| 1    | 1   | Michael Schumacher       | Benetton-Renault   | 83      | 1:48:49.972     | 3        | 10     |
| 2    | 6   | David Coulthard          | Williams-Renault   | 83      | +14.920         | 1        | 6      |
| 3    | 5   | Damon Hill               | Williams-Renault   | 83      | +48.333         | 2        | 4      |
| 4    | 28  | Gerhard Berger           | Ferrari            | 82      | +1 vuelta       | 5        | 3      |
| 5    | 27  | Jean Alesi               | Ferrari            | 82      | +1 vuelta       | 4        | 2      |
| 6    | 2   | Johnny Herbert           | Benetton-Renault   | 82      | +1 vuelta       | 7        | 1      |
| 7    | 30  | Heinz-Harald Frentzen    | Sauber-Ford        | 82      | +1 vuelta       | 8        |        |
| 8    | 26  | Olivier Panis            | Ligier-Mugen-Honda | 81      | +2 vueltas      | 9        |        |
| 9    | 7   | Mark Blundell            | McLaren-Mercedes   | 81      | +2 vueltas      | 10       |        |
| 10   | 8   | Jan Magnussen            | McLaren-Mercedes   | 81      | +2 vueltas      | 12       |        |
| 11   | 15  | Eddie Irvine             | Jordan-Peugeot     | 81      | +2 vueltas      | 6        |        |
| 12   | 4   | Mika Salo                | Tyrrell-Yamaha     | 80      | +3 vueltas      | 18       |        |
| 13   | 23  | Pedro Lamy               | Minardi-Ford       | 80      | +3 vueltas      | 14       |        |
| 14   | 3   | Ukyō Katayama            | Tyrrell-Yamaha     | 80      | +3 vueltas      | 17       |        |
| 15   | 24  | Luca Badoer              | Minardi-Ford       | 80      | +3 vueltas      | 16       |        |
| 16   | 22  | Roberto Moreno           | Forti-Ford         | 78      | +5 vueltas      | 22       |        |
| 17   | 21  | Pedro Diniz              | Forti-Ford         | 77      | +6 vueltas      | 21       |        |
| Ret  | 14  | Rubens Barrichello       | Jordan-Peugeot     | 67      | Elérctricos     | 11       |        |
| Ret  | 9   | Gianni Morbidelli        | Footwork-Hart      | 63      | Motor           | 19       |        |
| Ret  | 10  | Taki Inoue               | Footwork-Hart      | 38      | Eléctricos      | 20       |        |
| Ret  | 17  | Andrea Montermini        | Pacific-Ford       | 14      | Caja de cambios | 23       |        |
| Ret  | 25  | Aguri Suzuki             | Ligier-Mugen-Honda | 10      | Trompo          | 13       |        |
| Ret  | 29  | Jean-Christophe Boullion | Sauber-Ford        | 7       | Trompo          | 15       |        |
| Ret  | 16  | Bertrand Gachot          | Pacific-Ford       | 2       | Caja de cambios | 24       |        |

Fuente: Fórmula 1.

## Clasificación tras la carrera
| Pos.    | Piloto             | Puntos | Cambios       |
| ------- | ------------------ | ------ | ------------- |
| 1       | Michael Schumacher | 92     | Sin cambios   |
| 2       | Damon Hill         | 59     | Sin cambios   |
| 3       | David Coulthard    | 49     | Sin cambios   |
| 4       | Jean Alesi         | 42     | Crecimiento   |
| 5       | Johnny Herbert     | 41     | Decrecimiento |
| Fuente: |                    |        |               |

| Pos.    | Constructor      | Puntos | Cambios     |
| ------- | ---------------- | ------ | ----------- |
| 1       | Benetton-Renault | 123    | Sin cambios |
| 2       | Williams-Renault | 102    | Sin cambios |
| 3       | Ferrari          | 73     | Sin cambios |
| 4       | McLaren-Mercedes | 21     | Sin cambios |
| 5       | Jordan-Peugeot   | 18     | Sin cambios |
| Fuente: |                  |        |             |